# Charles Debbas

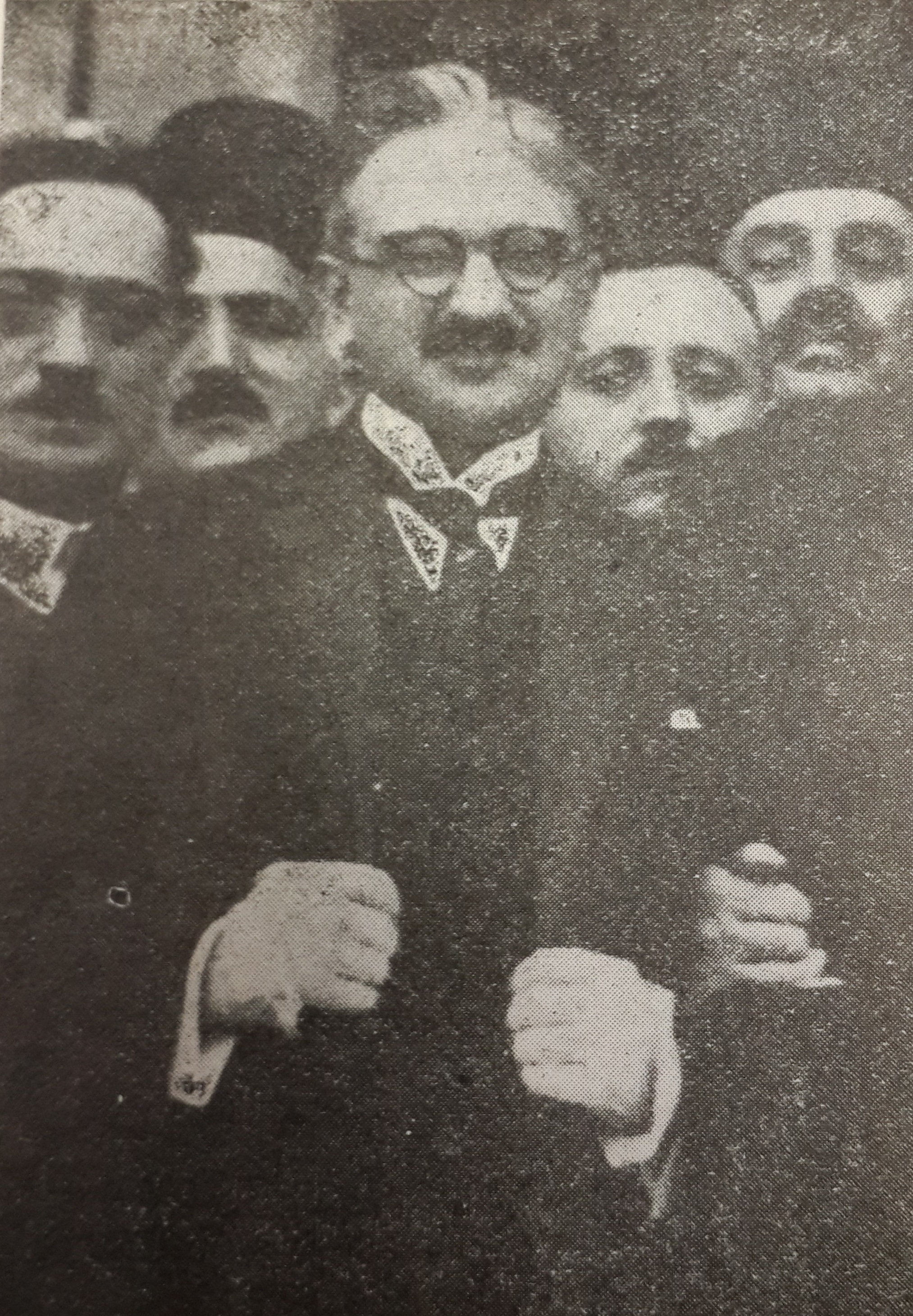
Charles Debbas

Charles Debbas (* 16. April 1884; † 22. August 1935) (arabisch شارل دباس, DMG Šārl Dabbās) war ein libanesischer Politiker griechisch-orthodoxen Glaubens.
Debbas wurde am 1. September 1926 als Kompromisskandidat zum ersten Präsidenten des unter dem französischen Völkerbundmandat entstandenen Großlibanon für die Zeit bis 1932 gewählt. Er blieb übergangsweise bis zum 2. Januar 1934 in seinem Amt, da die französische Administration die Wahl eines sunnitischen Präsidenten verhindern wollte.
Vom 9. Mai 1932 bis 29. Januar 1934 war er gleichzeitig Ministerpräsident des Landes, ab 30. Januar dann Parlamentspräsident – was er bis zum 31. Oktober desselben Jahres blieb.